# Cuarteto de cuerdas

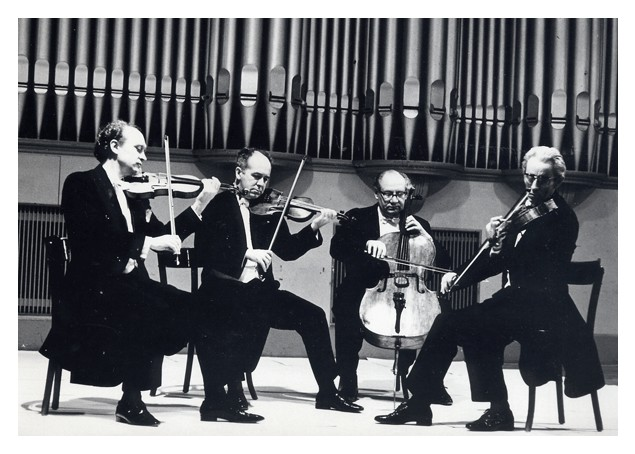
La disposición clásica de los instrumentos del cuarteto

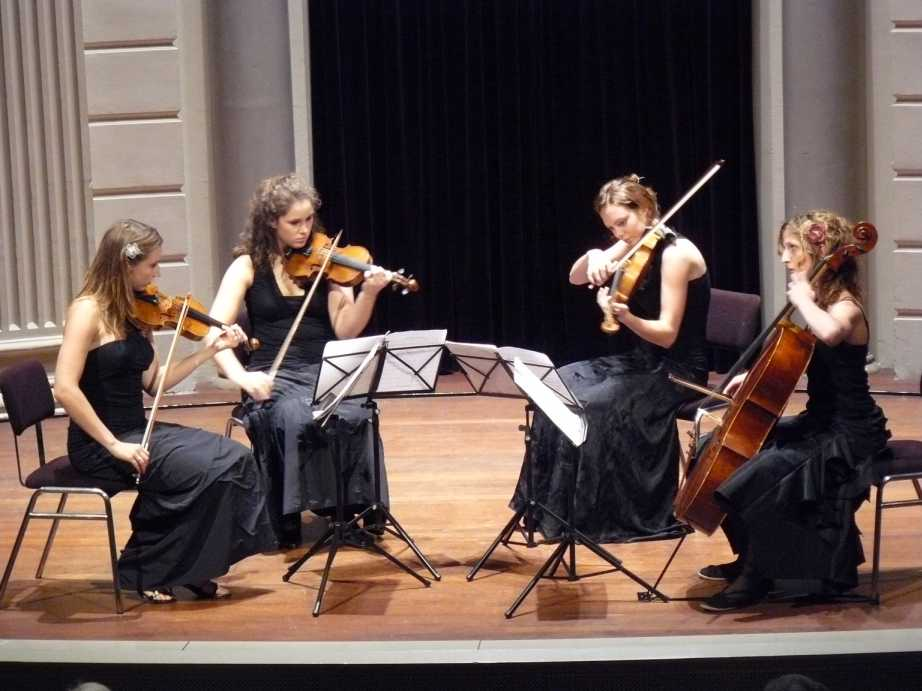
Otra forma de disposición de los instrumentos en la ejecución

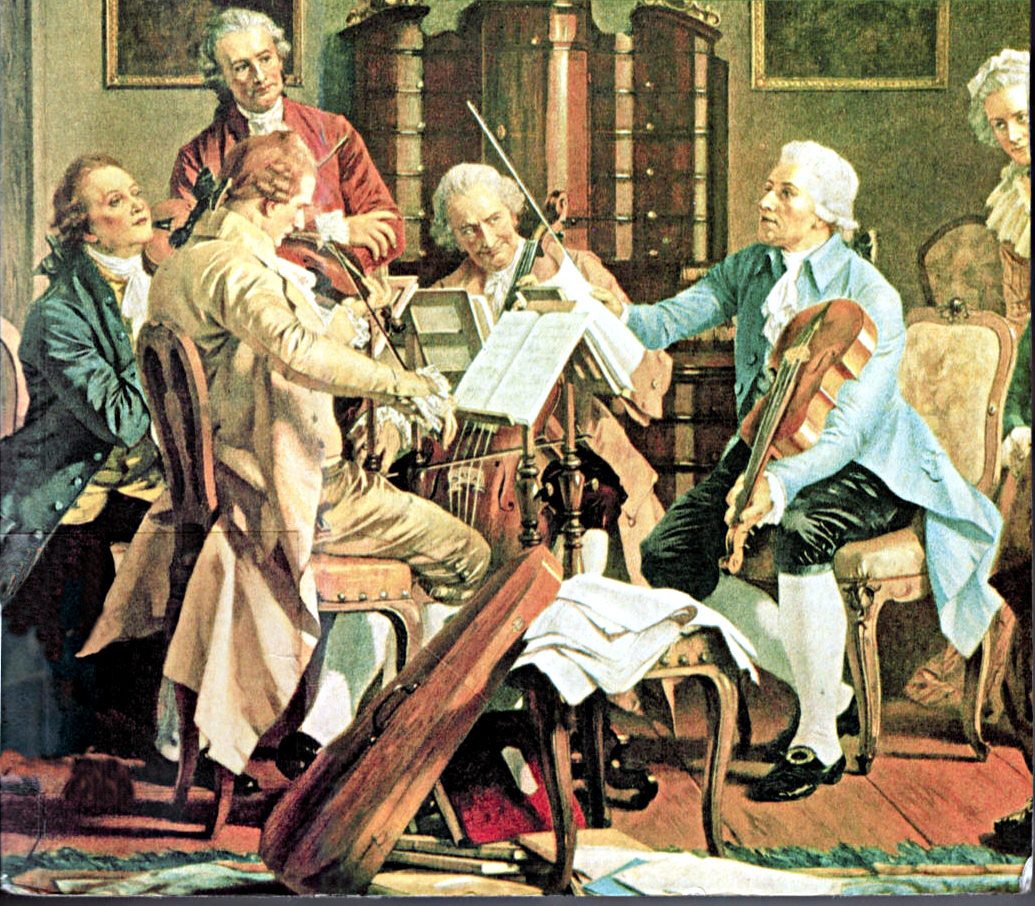
Haydn interpretando uno de sus cuartetos de cuerda

Un cuarteto de cuerdas es un conjunto musical de cuatro instrumentos de cuerda, usualmente dos violines, una viola y un violonchelo, o una pieza escrita para ser interpretada para dicho grupo. El cuarteto de cuerdas es ampliamente visto como una de las formas más importantes de música de cámara, teniendo en cuenta que muchos de los compositores renombrados a partir del siglo XVIII escribieron obras para cuarteto de cuerdas.
Una composición musical para cuatro intérpretes de instrumentos de cuerda puede ser de cualquier tipo, pero tradicionalmente presentan cuatro movimientos dentro de una estructura de escala larga, similar a la de la sinfonía.

## Características de la forma musical "Cuarteto de cuerdas"
Desde Joseph Haydn, Mozart y Boccherini, el cuarteto se convierte en el género más popular del repertorio de música de cámara. La estructura en lo sucesivo se casa con un modelo casi inmutable en cuatro movimientos, que seguirá siendo una referencia, aunque ha sido cuestionado en varias ocasiones (Op. 131 de Beethoven). Cada uno de los cuatro movimientos está sujeto a un tempo determinado y a una forma musical particular:
- 1.er movimiento: tempo allegro con una forma sonata.
- 2.º movimiento: tempo adagio, con una forma de canción, una forma de sonata o una forma de tema y variaciones.
- 3.er movimiento: tempo allegretto, en compás ternario, con forma de minueto y trío. Aunque luego se usó la forma scherzo de Beethoven.
- 4° movimiento: tempo presto con rondó, rondo-sonata o una variedad de rondó.

El contrapunto de cuatro partes permite escuchar todas las armonías sin doblar de forma superflua para obtener el equilibrio de las voces y una gran homogeneidad de timbre.
   "Escuchamos dialogar a cuatro personas inteligentes, creemos comprender las partes de su conversación mientras descubrimos algo sobre los detalles de los instrumentos."
- Carta de Wolfgang von Goethe a Friedrich Zelter

## Historia

### El cuarteto en la época clásica
Esta forma musical comenzó a ser utilizada después de la primera mitad del siglo XVIII. Sammartini ya tiene obras escritas para dos violines, viola y violonchelo. Como recuerda Marc Vignal, Joseph Haydn y Luigi Boccherini "escribieron independientemente uno de otro, los primeros grandes ejemplares del género que dominaría rápidamente la música de cámara en el sentido moderno, o más bien simboliza: el cuarteto de cuerdas . [...] Estas son denominaciones posteriores, no siempre utilizadas antes de 1800." De hecho, en el siglo XVIII, el término aún no está fijado. Desde 1761 Boccherini (autor de 91 cuartetos) en su registro, indica cuatro sonatas para designar su opus 2. Sin embargo, el título de la edición de París de 1767 es quartetti. 
Pero el mérito es de Haydn, generalmente considerado el padre del cuarteto de cuerda, que ha desarrollado esta forma, basada en el equilibrio de cuatro voces independientes, de igual importancia, pero estrechamente relacionadas entre sí, y le da sus credenciales, así como un repertorio importante (68 cuartetos). Los primeros trabajos de Joseph Haydn para cuarteto de cuerdas constaban de cinco movimientos, asemejándose al divertimento (nombre que han llevado en algunas ediciones) o serenata, pero los cuartetos del Opus 9 de 1769-1770 están compuestos en la forma que sería el estándar tanto para Haydn como para otros compositores: cuatro movimientos, uno rápido, uno lento, un minueto y trío y un final rápido. Otros autores reconocen como padre de los cuartetos de cuerda a Luigi Boccherini debido a, entre otras razones, la admiración que Haydn sentía por él, tal como reflejan epístolas dirigidas por Haydn a Boccherini.
Un contemporáneo de Haydn, Mozart (autor de 23 cuartetos) admiró mucho sus cuartetos y los compuso también. La producción de Mozart consiste esencialmente en cuatro ciclos de cuartetos donde iguala a su mayor en los dos últimos. Los cuartetos del tercer ciclo están dedicados a Haydn. Algunos como "El cuarteto de las disonancias" en do mayor, famoso por al fricción armónica de los primeros compases, o "La caza" en si bemol mayor, o "Primavera" en sol mayor. Los últimos tres están dedicados al Rey de Prusia, de ahí su apodo "prusianos": el chelo desempeña un papel principal. Mozart, con su sentido innato de polifonía, fue capaz de cantar todos los instrumentos del cuarteto. Sin embargo, el divertimento para el trío de cuerda y los seis quintetos de cuerda - dos altos - sin duda constituyen cumbres aún más notables de su producción. 
| año               | Boccherini (91 cuartetos)      | Haydn (68 cuartetos)                                             | Mozart (23 cuartetos)           | otros compositores                                                                                | notas |
| ----------------- | ------------------------------ | ---------------------------------------------------------------- | ------------------------------- | ------------------------------------------------------------------------------------------------- | --- |
| 1761              | 6 cuartetos opus 2             |                                                                  |                                 |                                                                                                   | Boccherini tiene 18 años. |
| 1767              | pub. op. 2 Paris chez Bailleux |                                                                  |                                 |                                                                                                   | |
| 1768              |                                |                                                                  |                                 | Baudron, 6 cuartetos opus 3 ; Richter, 6 cuartetos opus 5 (compuestos en 1757 y pub. 1768 y 1772) | |
| 1769              | 6 cuartetos opus 8             | 6 cuartetos Hob.III.19-24, pub. op 9. Paris chez Huberty en 1772 |                                 |                                                                                                   | Haydn tiene 38 años. |
| 1770              | 6 cuartetos opus 9             |                                                                  | Cuarteto no 1 K. 80             | Gossec, 6 cuartetos opus 14, Vachon, 6 cuartetos opus 5 (compuestos antes)                        | Mozart tiene 14 años. Le Rondo final es posterior, añadido en 1772.                                                                                             |
| 1771              |                                | 6 cuartetos opus 17                                              |                                 | Gossec, 6 cuartetos opus 15, Vachon, 6 cuartetos opus 6 et 7                                      | |
| 1772              | 6 quartettini opus 15.         | 6 cuartetos opus 20                                              | Cuartetos milaneses, K. 155-160 |                                                                                                   | Mozart tiene 16 años. Estos cuartetos permanecen inéditos. |
| 1773              | 6 quintettini opus 17          |                                                                  | Cuartetos vieneses, K. 168-173  | Davaux, 6 cuartetos opus 6, Rigel, 6 cuartetos dialogados opus 10                                 | Les Mozart restent inédits. Davaux († 1822) compose une vingtaine de quatuors. Seul opus de Rigel consacré au quatuor, œuvre d'envergure et de grande richesse. |
| 1774              | 6 quintettini opus 19          |                                                                  |                                 | Canales, 6 cuartetos opus 1, Gaetano Brunetti, 6 cuartetos opus 2 y 3 , Vachon, opus 9 (perdido)  | Los de Canales son los primeros publicados en Madrid. Los de Brunetti permanecen inéditos.                                                                      |

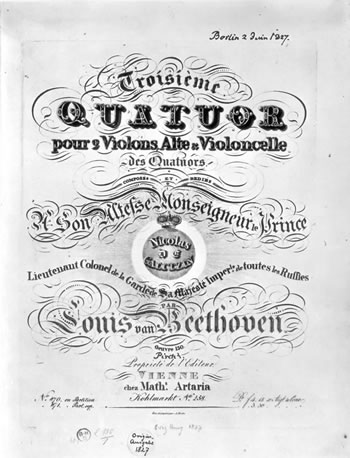
Beethoven - Cuarteto de Cuerda N.º 13 en si bemol mayor Op. 130.

| 1775              | 6 quartettini opus 22          |                                                                  |                                 | Brunetti, 6 cuartetos opus 4                                                                      | Los de Brunetti permanecen inéditos. |
| total del periodo | 42                             | 18                                                               | 13                              |                                                                                                   | |

#### Los 16 cuartetos de Beethoven
Beethoven (autor de 16 cuartetos) no se dedicó al cuarteto antes de los 30 años de edad, cuando publicó una primera colección de seis cuartetos (Opus 18 n.º 1, n.º 2, n.º 3, n.º 4, n.º 5 y n.º 6). Reflejan un buen dominio de la escritura, pero aun así, están estilísticamente a la sombra de Haydn. La revolución va a venir con los tres Cuartetos de cuerda n.º 7-9, cuartetos "Razumovski" (Opus 59 N.º 1, N.º 2, N.º 3). Beethoven no explotó el molde convencional como lo había hecho en el área de sonatas para piano: estira las formas, crece desarrollos, matices, tonos graves y agudos, y ensaya hasta la exasperación. Los cuartetos se recibieron con incertidumbre, ya que se desviaban del género establecido de cuartetos de cuerda en su contenido y alcance emocional. Sin embargo, una crítica publicada en 1807 afirmaba que "Tres cuartetos de cuerda de Beethoven nuevos, muy largos y difíciles ... están atrayendo la atención de todos los entendidos. La concepción es profunda y la construcción excelente, pero no se comprenden fácilmente".
Llegó a la plenitud de su segundo período creativo con el Opus 74 "Arpas". Una segunda ruptura se produjo con el opus 95 "Serioso", duro e incluso brusco. Más corto, más centrado que el anterior, la modernidad de este cuarteto atrapa nuestros oídos hoy día. No es hasta Bartók que se escuchar algo más moderno de la zona del cuarteto. 

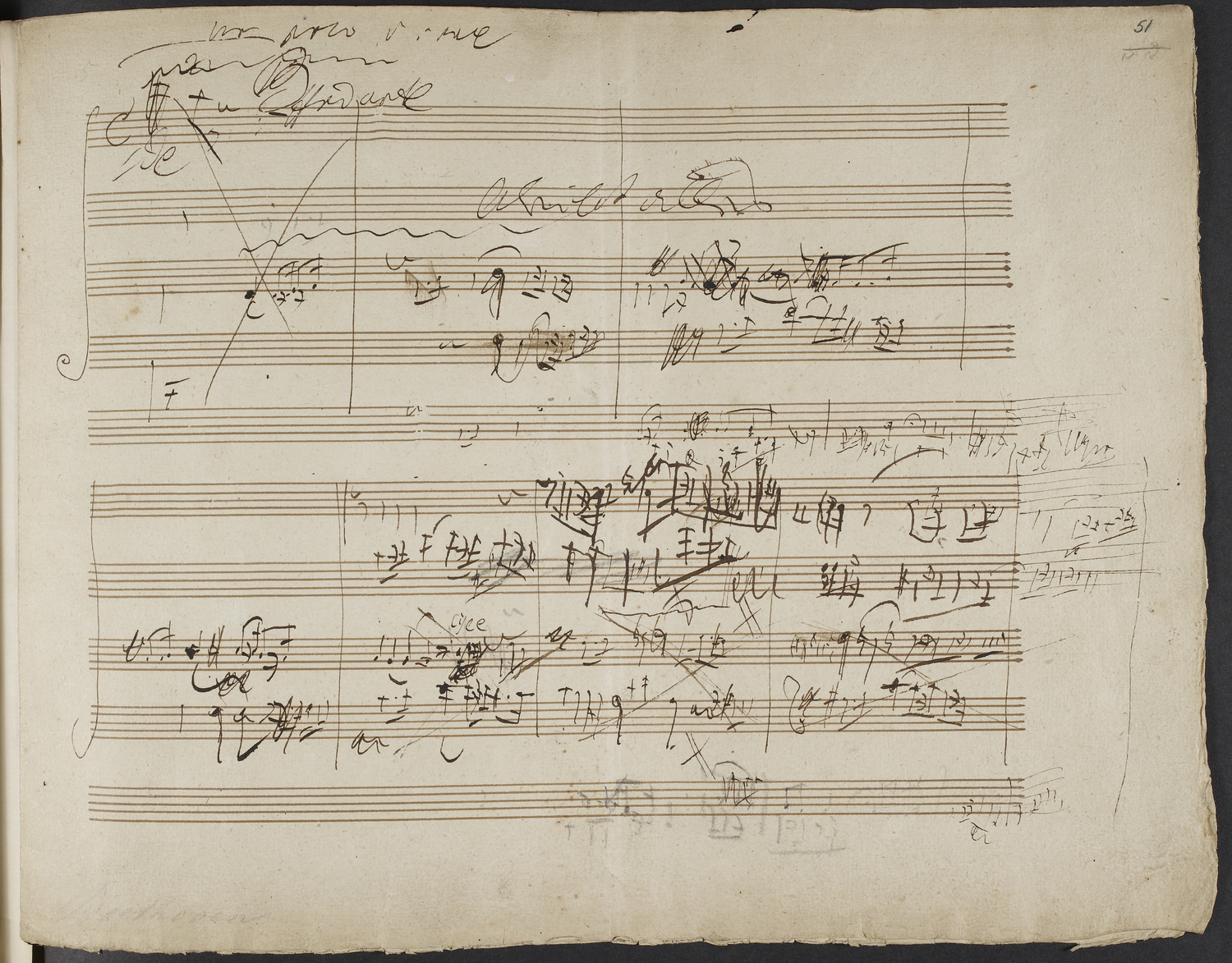
Beethoven - Bocetos para el Cuarteto n.º 14 de cuerda en do sostenido menor Op. 131.

Los últimos cuartetos son todos obras maestras: es con ellos que ha pasado la mayor parte de sus últimos años, después de haber completado la novena sinfonía, amurallado en la soledad y la sordera. Wagner dijo de estos cuartetos que no se deberían tocar en público, porque son una expresión de gran sufrimiento. El hecho es que, tanto para los artistas como para el público, que no se debe hacer frente a estas obras de arte sin preparación.
- Opus 127: Cuarteto de Cuerda N.º 12 en mi bemol mayor (1825)
- Opus 130: Cuarteto de Cuerda N.º 13 en si bemol mayor (1825)
- Opus 131: Cuarteto de Cuerda N.º 14 en do sostenido menor (1826)
- Opus 132: Cuarteto de Cuerda N.º 15 en la menor (1825)
- Opus 133: Grosse Fugue para cuarteto de cuerda (1826; originalmente el final de Op. 130; también existe en una transcripción para piano a cuatro manos, Op. 134)
- Opus 135: Cuarteto de Cuerda N.º 16 en fa mayor (1826)

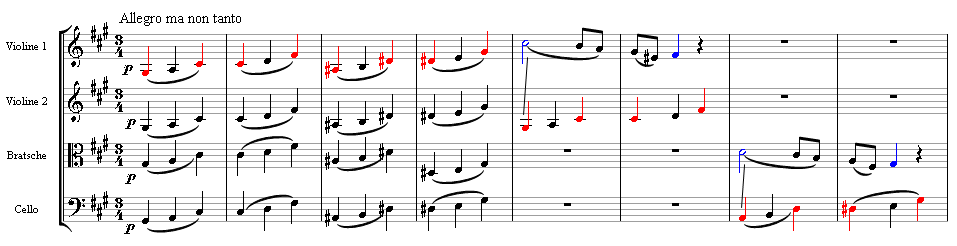
Apertura del segundo movimiento del Cuarteto de Cuerda n.º 15 en la menor Op. 132 de Beethoven.

El príncipe Nikolai Galitzine encargó los tres primeros cuartetos (números 12, 13 y 15). Beethoven compuso estos cuartetos en la secuencia 12, 15, 13, 14, 16. Beethoven escribió los últimos cuartetos con problemas de salud. En abril de 1825 estaba postrado en la cama, y se mantuvo enfermo durante un mes. Su recuperación es recordada por haber dado lugar al sentido movimiento lento de la Cuarteto N.º 15, que Beethoven llamó "Canción de acción de gracias ('Heiliger Dankgesang') a la divinidad, a partir de un hecho así."  
El Cuarteto de cuerdas n.º 13 en si bemol mayor Opus 130, originalmente estuvo formado por los primeros seis movimientos. Sin embargo la interpretación de este cuarteto despertó reacciones diversas. Aunque la obra en general fue del agrado del público, su último movimiento, la Grosse Fuge, tuvo peor recepción, pese a la convicción de Beethoven de que este representaba la cima de su obra. Por ello que su editor le sugirió que lo reemplazara por uno nuevo, más corto y ligero que la densa fuga de 14 minutos. En respuesta a esta petición, Beethoven compuso el Finale: Allegro como un final alternativo, mientras que la Grosse Fuge fue publicada por separado. Actualmente el cuarteto es comúnmente interpretado respetando la composición original, ocasionalmente seguido por el final alternativo como séptimo movimiento. La última obra de Beethoven que se completó fue el sustituto del último movimiento de este Cuarteto N.º 13, que sustituyó a la difícil Grosse Fuge.
Estos cuartetos finales iban mucho más allá de la comprensión de los músicos y el público de la época. Estos seis cuartetos son considerados como unas de las más grandes composiciones musicales de todos los tiempos. El musicólogo Theodor Adorno, los estima en particular, y Igor Stravinsky describe la Grosse Fuge como "absolutamente contemporánea, una obra musical que será contemporánea siempre". El último deseo musical de Schubert fue escuchar el cuarteto Op. 131, lo que hizo el 14 de noviembre de 1828, cinco días antes de su muerte. Al escuchar una interpretación del cuarteto Op. 131, Schubert comentó: "Después de esto, ¿qué queda por escribir?" Para Beethoven, el favorito de estos cuartetos finales era este mismo Cuarteto, op. 131, en do sostenido menor, que calificó como su obra más perfecta.

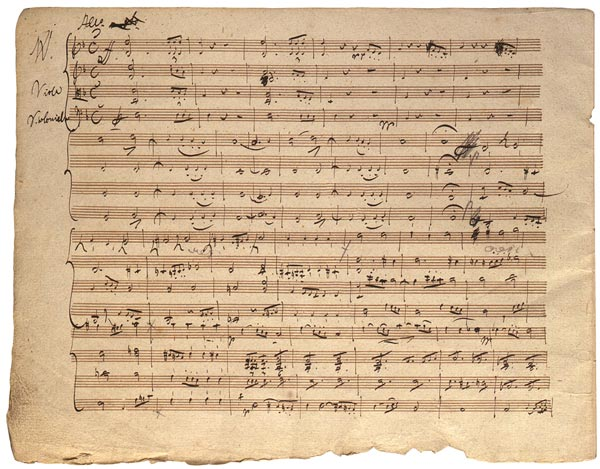
Manuscrito original del Cuarteto para cuerda n.º 14 en re menor D. 810, más conocido como La muerte y la doncella, de Schubert, de la colección Mary Flagler Cary Music, Morgan Library, Nueva York

### El cuarteto en la época romántica
La sombra del gran Beethoven pesa en gran medida de los músicos que siguieron en el campo del cuarteto aún más que en la sinfonía. Schumann, Mendelssohn o Brahms se acercaron o igualaron, pero no superaron el modelo de Beethoven. Todos excepto Schubert (autor de 15 cuartetos), que encontró en sus últimos tres cuartetos - y en el quinteto para dos violonchelos - la expresión personal de un genio completamente contemporáneo de Beethoven, murió solo 18 meses después de él.
El cuarteto fue muy apreciado por compositores románticos. Sigue siendo sinónimo de esfuerzo, concentración y rigor. Los compositores marcados por la estética de la Gesamtkunstwerk  wagneriana (obra de arte total), la música de programa (Hector Berlioz, Franz Liszt) o por el poder cromático y orquestal de Wagner (Anton Bruckner, Gustav Mahler, Richard Strauss), pierden interés en el cuarteto.
En el debate de la segunda mitad del siglo XIX, entre los defensores de la música pura - Eduard Hanslick, Brahms - y los defensores de la música de programa - Liszt y su círculo de Weimar - el cuarteto de cuerda representa para el primer grupo el género noble por excelencia: escuchar un cuarteto significa contemplación de formas musicales por sí mismas, en oposición a la escucha que sería guiada por un programa poético.

### El cuarteto en la época moderna
A principios del siglo XX, el cuarteto de cuerda es para algunos compositores como Arnold Schoenberg, Alban Berg, Anton Webern, Ravel, Bartók, Debussy, sinónimo de etapa de experimentación en la búsqueda de un ideal en composición musical, hasta tal punto que el crítico de música contemporánea Dominique Jameux habló de un laboratorio de formas. El Cuarteto op.121 de Gabriel Fauré (1924) es la obra de un músico que quiera completar su larga carrera como compositor con una obra de arte puro y ascética. En estos casos, se trata de obras esencialmente aisladas, incluso si a menudo tienen una importancia capital en la historia de la música.
Por otro lado, Darius Milhaud (autor de 18 cuartetos), Heitor Villa-Lobos (autor de 17 cuartetos) y por encima de todos Dmitri Shostakovich (autor de 15 cuartetos) aportan el tamaño y la calidad de un ciclo, y contribuyeron a renovar la tradición de esta forma musical.
También se deben incluir los cuartetos de Vincent d'Indy, Alberic Magnard, Leos Janacek, Britten, Paul Hindemith, Georges Enesco, Bohuslav Martinů, Alexandre Tansman, Marcel Mihalovici etc.

### El cuarteto en la época contemporánea
La joven generación de la posguerra intenta una renovación del cuarteto - Olivier Messiaen con su genial, Cuarteto para el fin de los tiempos, para violín, chelo, clarinete y piano, escrita en cautiverio en prisión en un campo de Silesia durante la Segunda Guerra Mundial; Pierre Boulez, Libro para cuarteto de cuerdas, de 1948 - antes de relegar entre las piezas de un museo de géneros musicales que pertenecen al pasado.
Las siguientes generaciones, marcadas por la posmodernidad, están interesadas en el género, para dialogar con la historia y reconectarse con la tradición. Si György Ligeti y Elliott Carter son precursores en este campo, Alfred Schnittke en Rusia, Helmut Lachenmann en Alemania, Luciano Berio y Lorenzo Ferrero en Italia, Brian Ferneyhough en Gran Bretaña, Philippe Fénelon, Philippe Hersant, Christophe Looten, Max Méreaux Nigel Keay en Francia, no parecen querer apartarse de la regla de que todo compositor confirmado se debe medir a un género que todavía se considera difícil.

## Formaciones

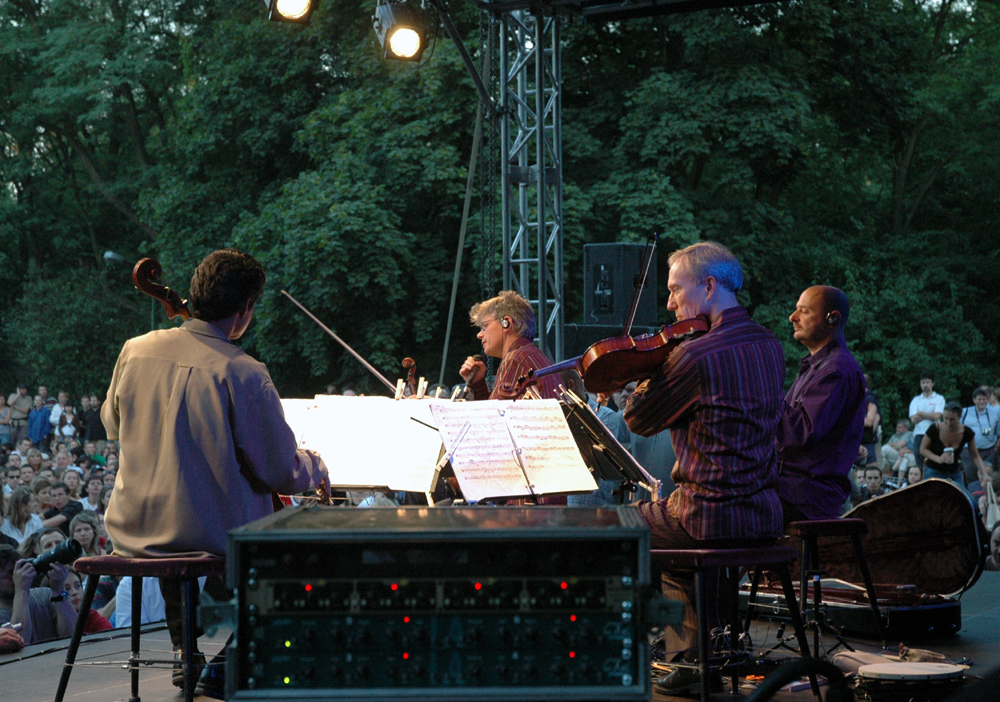
El Kronos quartet en Varsovia

Artículo principal: Anexo: Lista de cuartetos de cuerda

## Variaciones del cuarteto de cuerdas
Muchos otros grupos de cámara se pueden ver como modificaciones del cuarteto de cuerda:
- El quinteto de cuerda es un cuarteto de cuerdas aumentado por un quinto instrumento de cuerda. Mozart empleó dos violas en sus quintetos de cuerda, mientras que el quinteto de cuerdas de Schubert utilizó dos violonchelos. Boccherini escribió algunos quintetos con un contrabajo como quinto instrumento.
- El trío de cuerda tiene un violín, una viola y un chelo.
- El quinteto de piano es un cuarteto de cuerda con un piano añadido.
- El cuarteto de piano es un cuarteto de cuerda con uno de los violines reemplazado por un piano.
- El quinteto con clarinete es un cuarteto de cuerda con un clarinete añadido, como los de Mozart, Weber y Brahms.
- El sexteto de cuerda contiene dos violines, violas y violonchelos. Brahms, por ejemplo, escribió dos sextetos.

Otras expansiones también se han producido, como el octeto de cuerda de Mendelssohn. Cabe destacar que Schoenberg incluyó una soprano en los dos últimos movimientos de su segundo cuarteto de cuerdas, compuesto en 1908. En esta instrumentación de agregar una voz le siguen Hindemith, Finzi, Respighi, Ginastera, Schoeck y muchos otros.

## Obras para cuarteto de cuerdas notables
Algunas de las obras más populares para cuarteto de cuerdas incluyen:
- Los 68 cuartetos de cuerda de Joseph Haydn, en particular Op. 20, Op. 33, Op. 76, Op. 64, n.º 5 ("La alondra") y la versión de cuarteto de cuerdas de "Las siete últimas palabras de nuestro salvador en la cruz" (Op. 51).[8]
- Los 91 cuartetos de cuerda de Luigi Boccherini[9]
- Los 23 cuartetos de cuerda de Wolfgang Amadeus Mozart, en particular el conjunto de seis dedicados a Haydn, incluido el K. 465 ("Disonancias")[8]
- Los 16 cuartetos de cuerda de Ludwig van Beethoven, en particular los cinco cuartetos "medios" Op. 59 nos 1-3, Op. 74 y Op. 95 así como los cinco cuartetos tardíos,[10] Op. 127 en mi bemol mayor, Op. 130 en si bemol mayor, Op. 131 en do sostenido menor (en siete movimientos), Op. 132 en do menor, Op. 135 en fa mayor y Grosse Fuge en si bemol mayor Op. 133, el movimiento final original de Op. 130.
- Los 15 cuartetos de cuerda de Franz Schubert, notablemente su Cuarteto de cuerda n.º 12 en do menor ("Quartettsatz"), Cuarteto de cuerda n.º 13 en la menor ("Rosamunde"), Cuarteto de cuerda n.º 14 en re menor ("La muerte y la doncella"), y Cuarteto de cuerdas n.º 15 en sol mayor.
- Los 6 cuartetos de cuerda numerados, en particular el Cuarteto de cuerdas n.º 2 (ejemplo temprano de forma cíclica), y el primer cuarteto de cuerda sin numerar en mi bemol mayor de Felix Mendelssohn.[11]
- Los 3 cuartetos de cuerdas op. 41 de Robert Schumann.
- Cuarteto de cuerdas n.º 1 de Bedřich Smetana en Mi menor, "De mi vida", considerado el primer fragmento de música de programa de cámara
- Los 3 cuartetos de cuerdas de Johannes Brahms, Op. 51 n.º 1 (en do menor), Op. 51 n.º 2 (en la menor) y Op. 67 (en si bemol mayor)
- Los dos cuartetos de cuerda de Alexander Borodin: n.º 1 en A (1879) y n.º 2 en D (1881)
- Los cuartetos de cuerdas de Antonín Dvořák núms. 9-14, particularmente el cuarteto de cuerdas n. ° 12 en fa mayor, "americano"; también el n.º 3, que es un cuarteto excepcionalmente largo (con una duración de 65 minutos).[12]
- Los dos cuartetos de cuerda de Leoš Janáček, String Quartet n.º 1, "Kreutzer Sonata" (1923), inspirado en la novela corta de Leo Tolstoy La Sonata Kreutzer,[13] llamada así por la Sonata homónima de Beethoven; y su segundo cuarteto de cuerdas, Intimate Letters (1928)
- Los cuartetos de cuerda de Serguéi Tanéyev
- Cuarteto de cuerda de Ruth Crawford Seeger, 1931
- Los 3 cuartetos de cuerda de Piotr Ilich Chaikovski
- Claude Debussy Cuarteto de cuerda en sol menor, op. 10 (1893)
- Cuarteto de cuerda de Jean Sibelius en Re menor, op. 56, Voces íntimas.[13]
- Los seis cuartetos de cuerda de Max Reger, especialmente el Cuarteto largo n.º 3 en re menor, op. 74, Cuarteto n.º 4 en mi bemol mayor, Op. 109, y el último, Cuarteto n.º 5, Op. 121
- Cuatro cuartetos de cuerdas de Arnold Schoenberg - n.º 1 Op. 7 (1904-05) n.º 2 Op. 10 (1907-08, notable por su primera inclusión de la voz humana en un cuarteto de cuerdas), n.º 3 Op. 30 (1927) y n.º 4 Op. Cit. 37 (1936)
- Los cuartetos de cuerda de Charles Ives, n. ° 1 (1896) pero más importante aún el complejo n. ° 2 (1911-13)
- Tres piezas de Ígor Stravinski para Cuarteto de cuerdas
- Cuarteto de cuerdas de Maurice Ravel en Fa mayor
- El conjunto de dieciocho cuartetos de cuerda de Darius Milhaud escritos entre 1912 y 1950, incluidos los núms. 14 y 15, op. 291, que se puede tocar simultáneamente como un octeto de cuerda
- Los cuartetos de cuerda de Béla Bartók[13] (1909, 1915-17, 1926, 1927, 1934, 1939)
- Cuarteto de cuerda de Alban Berg, op. 3 y Lyric Suite, luego adaptada para orquesta de cuerdas.[13]
- Bagatelles de Anton Webern para cuarteto de cuerda Op. 9 y su cuarteto de cuerdas Op. 28
- Los dos cuartetos de cuerda de George Enescu, op. 22, n.º 1 y Op. 22, n.º 2
- Los cuartetos de cuerda de Bohuslav Martinů
- Dos cuartetos de cuerda de Serguéi Prokófiev
- Los siete cuartetos de cuerda de Paul Hindemith
- Los 15 cuartetos de cuerda de Dmitri Shostakovich, en particular el Cuarteto de cuerda n.º 8 en do menor, Op. 110 (1960) y n.º 15 Op. Cit. 144 (1974) en seis movimientos de Adagio.[13]
- Los 17 cuartetos de cuerda de Heitor Villa-Lobos, en particular el quinto ("Popular"), sexto ("brasileño") y decimoséptimo cuartetos de cuerda
- Los cinco cuartetos de cuerda de Elliott Carter
- Los cuartetos de cuerda de John Cage, incluido su revolucionario cuarteto de cuerda en cuatro partes. Muchas de sus partituras son indeterminadas, como Fontana Mix, las partes de cuerdas de su Concierto para piano y orquesta, y su serie Variations también se pueden organizar para cuarteto de cuerdas.
- Cuartetos de cuerda de Milton Babbitt. 2-6
- Cuartetos de cuatro cuerdas de Edmund Rubbra
- Los 21 cuartetos de cuerda de Vagn Holmboe más varios cuartetos no numerados
- Primeros cuartetos de cuerda de Michael Tippett
- Los 3 cuartetos de tres cuerdas de Benjamin Britten
- Cuartetos de cuerda de David Diamond
- Los 17 cuartetos de cuerda de Richard Maconchy
- Los 13 cuartetos de cuerda de Peter Sculthorpe (numerados) 6-18, los primeros cinco se pierden, o se incorporan a obras posteriores).
- Cuarteto de cuerda de Henri Dutilleux, Ainsi la nuit (1973-76).
- Los cuartetos de cuerda de György Ligeti, especialmente su Segundo cuarteto de cuerda (1968)
- El cuarteto de cuerda N.º 2 de Morton Feldman (1983), cuarteto excepcionalmente largo (de cuatro horas y media a más de cinco dependiendo de la interpretación, aunque en algunas actuaciones no se espera que el público permanezca en su totalidad).[14]
- Helikopter-Streichquartett de Karlheinz Stockhausen (1992-93), para ser interpretado por los cuatro músicos en cuatro helicópteros.[15]
- Los cuatro cuartetos de cuerda de Alfred Schnittke
- Los 13 cuartetos de cuerda numerados de Wolfgang Rihm.
- Los 13 cuartetos de cuerdas de Julián Carrillo
- Los 13 cuartetos de cuerdas de Grave
- Quartettstudie de R. Murray Schafer
- Los tres cuartetos de cuerda de Helmut Lachenmann, Gran Torso (1971/76/88), Reigen seliger Geister (1989) y Grido (2001)
- Lorenzo Ferrero, conjunto de doce cuartetos de cuerda titulados Tempi di cuarteto (1996-98); Five Aztec Gods (2005)
- Los seis cuartetos de cuerda de Brian Ferneyhough
- Los nueve cuartetos de cuerda de Salvatore Sciarrino
- Los 10 cuartetos de Naxos de Peter Maxwell Davies, así como un cuarteto fragmentario incompleto a la muerte del compositor

## Compositores para cuarteto de cuerdas
Artículo principal: Anexo: Lista de compositores de cuartetos de cuerda